# Перо, Росс
Росс Перо (англ. Ross Perot; 27 июня 1930, Тексаркана, Техас — 9 июля 2019, Даллас, Техас, США) — американский бизнесмен, филантроп, консервативный политик и независимый кандидат на пост президента США в 1992 и 1996 годах.

## Биография
В 1947 году служил в армии. В 1949 году женился. Работал в отделе продаж компании IBM. В 1962 году основал компанию по обработке данных EDS. Выступал против тайных операций США во Вьетнаме. В конце 1980-х годов работал с правительством Вьетнама. В 1984 году за 2,5 миллиарда долларов США продал корпорации «General Motors» принадлежавшую ему компанию EDS.
В 1987 году Росс Перо приобрёл 16 % акций компании NeXT за 20 млн долларов США и вошёл в совет директоров компании.
В 1988 году основал новую компанию Perot Systems, специализирующуюся на услугах по построению информационно-технологических инфраструктур — сходную по профилю деятельности с проданной им EDS.
В июне 1991 года Перо покинул совет директоров компании NeXT, чтобы больше времени уделять собственной компании Perot Systems.
В 2009 году Perot Systems была продана корпорации Dell приблизительно за 3,9 млрд долларов США.

### Участие в президентских выборах
Некоторые считают, что именно участие Росса Перо в президентских выборах 1992 года оказало решающее влияние на исход голосования, а именно отобрало голоса у Джорджа Буша-старшего и принесло победу Биллу Клинтону. Другие с этим мнением не согласны, полагая, что он в одинаковой степени отбирал голоса у обоих кандидатов, а большая часть его избирателей и вовсе не пришли бы на выборы, не будь в списках Перо.
Перо, участвовавший, в отличие от независимых кандидатов на прочих выборах, в трёхсторонних теледебатах, набрал 18,9 % голосов избирателей (более чем какой бы то ни было кандидат от третьей партии после президентских выборов 1912 года), в двух штатах занял второе место, но не победил ни в одном штате (и соответственно не получил голосов выборщиков). Он, возможно, мог бы выступить ещё лучше, если бы не покидал предвыборную кампанию в самом разгаре (в июле снял кандидатуру, а в октябре, за месяц до выборов, всё же решил баллотироваться).
В 1995 году им была основана Реформистская партия США.
Перо вновь выдвигался в президенты в 1996 году от основанной им Реформистской партии, но на тот раз не был допущен до теледебатов и получил только 8,0 % голосов избирателей (что, впрочем, всё равно очень высокий процент для кандидата от третьей партии).
Умер 9 июля 2019 года.